# Greenwood LeFlore

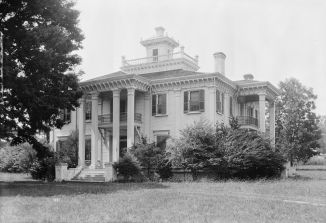
Malmaison – Greenwood LeFlores Herrenhaus in Mississippi

Greenwood LeFlore oder Greenwood Le Fleur (* 3. Juni 1800 im Hinds County, Mississippi; † 31. August 1865) war der Sohn eines frankokanadischen Händlers und einer Choctaw.

## Leben
Ab dem Alter von 12 Jahren besuchte er eine Schule in Nashville. Mit 22 Jahren wurde er Häuptling der westlichen Choctaw, die damals noch im US-Bundesstaat Mississippi lebten. 1830 wurde er Häuptling aller Choctaw. Greenwood LeFlore unterstützte das Programm George Washingtons, die Indianer in die Kultur der europäisch-stämmigen Bevölkerung zu integrieren. Er ermutigte die Angehörigen seines Volkes, sesshaft zu werden, Ackerbau zu betreiben, den christlichen Glauben anzunehmen und die Kinder zur Schule zu schicken.
Greenwood LeFlore war an den Verhandlungen zum 1830 geschlossenen Vertrag von Dancing Rabbit Creek beteiligt. Gemäß dem Indian Removal Act sollten die Choctaw wie alle anderen Indianer östlich des Mississippi in das Indianer-Territorium im späteren Bundesstaat Oklahoma umgesiedelt werden. Greenwood LeFlore erreichte für sein Volk vergleichsweise gute Verhandlungsergebnisse bei der Landzuteilung im neuen Siedlungsgebiet, wurde aber von seinen Kritikern als einer der Hauptverantwortlichen für die Vertreibung aus der Heimat betrachtet.
Auf seinem 15.000 Hektar großen Answesen „Malmaison“ betrieb er eine Baumwollplantage und besaß über 400 Sklaven.
Greenwood LeFlore rückte in die Oberschicht des Staates Mississippi auf. Er gehörte als Politiker dem Repräsentantenhaus sowie dem Senat von Mississippi an und war ein persönlicher Freund von Jefferson Davis. Im Amerikanischen Bürgerkrieg wandte er sich jedoch gegen den Austritt aus der Union, was den Verlust all seines Vermögens nach sich zog.